# فورون
الفورون (الاسم العلمي: Phoronis) هو جنس من الحيوانات يتبع شعبة الديدان الحدوية.

## أنواع الفورون
- فورون بيضوي
- فورون إيجيماي
- فورون جنوبي
- فورون مولري
- فورون رملي
- فورون إيميجي
- فورون شاحب